# Дем'ян Многогрішний
Дем'ян Ігнатович Шумейко, більш відомий за прізвиськом «Многогрішний» (1621, Короп, Річ Посполита — 1703, Селенгинськ, Московське царство) — український військовий, політичний та державний діяч, гетьман Війська Запорозького Лівобережної України (1668–1672) під протекторатом Московії, який тимчасово зменшив вплив царського уряду на Лівобережжя, підписавши Глухівські статті, та сприяв його поступовому відродженню. Через свою активну проукраїнську політику був усунутий від влади, заарештований росіянами та висланий на Далекий Схід. 
Мав «мужицьке» походження. Попри це, разом із братами пристав до козаків. Разом із ними брав участь у національно-визвольній війні під проводом Богдана Хмельницького. У 1665 році здобув полковницьку булаву, очоливши Чернігівський полк. 
Відмовився підтримати Андрусівську угоду та брав участь у новому повстанні, але вже проти московитів. Під час правління Петра Дорошенка на території обох берегів Дніпра обіймав посаду наказного гетьмана, однак уже наприкінці 1668 року фактично став одноосібним правителем Лівобережжя. 
Після офіційного обрання гетьманом підписав Глухівські статті, які розширювали автономію Лівобережжя, перетворюючи його у де-факто майже повністю самостійну державу. Усвідомлюючи ризики подальшого впливу Москви, намагався знайти підтримки в Османської імперії, однак не встиг, адже став жертвою змови промосковської старшини. 
Після примусової депортації з Лівобережжя був комендантом різних фортець у Бурятії.

## Біографія
Народився у Коропі Чернігівського воєводства (нині Чернігівська область). Модзалевський згадував його як «мужичого сина», себто некозацького походження. Обоє його братів — Василь та Сава згадуються як Шумейки. Як «Многогрішний» вперше згаданий польськими дипломатами у 1671 році під час п'ятого раунду перемовин щодо реалізації Андрусівського перемир'я. Надалі до поширення подібного негативного прізвиська значних зусиль доклав зокрема Роман Ракушка-Романовський (ймовірний автор Літопису Самовидця) в якого Ігнатович, за час свого правління, конфіскував майно та змусив виїхати до Правобережжя. Сам гетьман підписувався виключно «Дем'ян Ігнатович», «Дем'ян Ігнатенко» «Демко Ігнатович», рідше «Даміан Ігнатов».
Змолоду брав участь у Хмельниччині. У 1665—1668 роках посідав уряд чернігівського полковника.
У 1668 році Ігнатович як противник Андрусівського перемир'я взяв участь в антимосковському повстанні, яке розпочалось під керівництвом Івана Брюховецького. Був одним з перших полковників, котрі перейшли на бік гетьмана Правобережної України Петра Дорошенка, запропонувавши останньому об'єднати під своєю булавою всю Україну.
У 1668 році, опісля усунення Брюховецького, Дорошенко призначив його Наказним гетьманом Сіверським, оскільки сам був змушений повернутися на Правобережжя. Наступ московських військ під командуванням князя Григорія Ромодановського на Сіверщину (на Ніжин і Чернігів), відсутність військової допомоги від Петра Дорошенка, сильні московські залоги в містах, тиск промосковської налаштованої частини старшини і православного духовенства (особливо Чернігівського архієпископа Лазаря Барановича) примусили Дем'яна Ігнатовича піти на переговори з царським урядом.
З іншого боку, він мав власні амбіції — титулу «Наказного гетьмана Сіверського» йому було замало, прагнув поширити владу на все Лівобережжя. 17 грудня 1668 року зібрано елекційну раду в Новгороді-Сіверському:
|  | «Старшина, перебуваючи в заточенні у дворі, та в меншості, а при Многогрішному немало компанійців, та боячися супроти нього мовити, пішли гуртом просити аби він став над ними гетьманом. Згідно звичаю, він ще й відмовлявся, як стара діва від гарного жениха, хоч титул й силою взяв»Оригінальний текст (рос.) [«Що старшина, будучи у дворі зачинени, которих омаль, а при Многогрішном немало его компанії, и боячися що болше мовити, але пошовши гуртом, просили его Многогрішного, жеби он над ними гетманом был. Чого он отмовлявся, як старая дівка хорошого жениха, бо того сам потребовал...»] Помилка: {{Lang}}: текст вже має курсивний шрифт (допомога) |

Таким чином, за допомогою компанійців, Ігнатович був обраний гетьманом та від імені всієї старшини продовжив перемовини з царем. Москва, втім, з огляду на традиційну царську претензію щодо визначення легітимності виборів українських гетьманів, не визнала його титулу до Глухівської Ради.
Тоді повернулися звідти Максаківський ігумен Ширкович та обозний Петро Забіла, яких посилала торік старшина провести переговори з Московщиною після війни Іоанна Брюховецького. Посли домовилися про обрання нового гетьмана, бо Петро Дорошенко, як гетьман Правобережжя за Андрусівською угодою 1667, яка поділила Україну між Річчю Посполитою й Московією, не міг мати двох сюзеренів.

## Глухівські статті
Див. детально Глухівські статті

## Внутрішня політика
Дем'ян Ігнатович намагався проводити політику, спрямовану на захист державних інтересів України:
- домігся, щоб Київ з округою, попри умови Андрусівського перемир'я, залишався у складі Лівобережжя;
- спирався на полки компанійців і прагнув зміцнити гетьманську владу, поступово ослаблюючи політичну роль козацької старшини;
- вів таємні переговори з Петром Дорошенком про можливість переходу Лівобережного Гетьманату під протекторат Османської імперії.

Така політика викликала незадоволення частини старшинської верхівки. Симеон Адамович написав донос на гетьмана у Москву.
У ніч з 12 на 13 березня 1672 у Батурині козацька старшина — Петро Забіла, Іван Самойлович, Карпо Мокрієвич, Родіон Дмитрашко-Райча, за підтримки начальника московської залоги заарештувала Дем'яна Ігнатовича й видала його представникам Московщини.

## Гетьман Ігнатович у Бурятії[7]

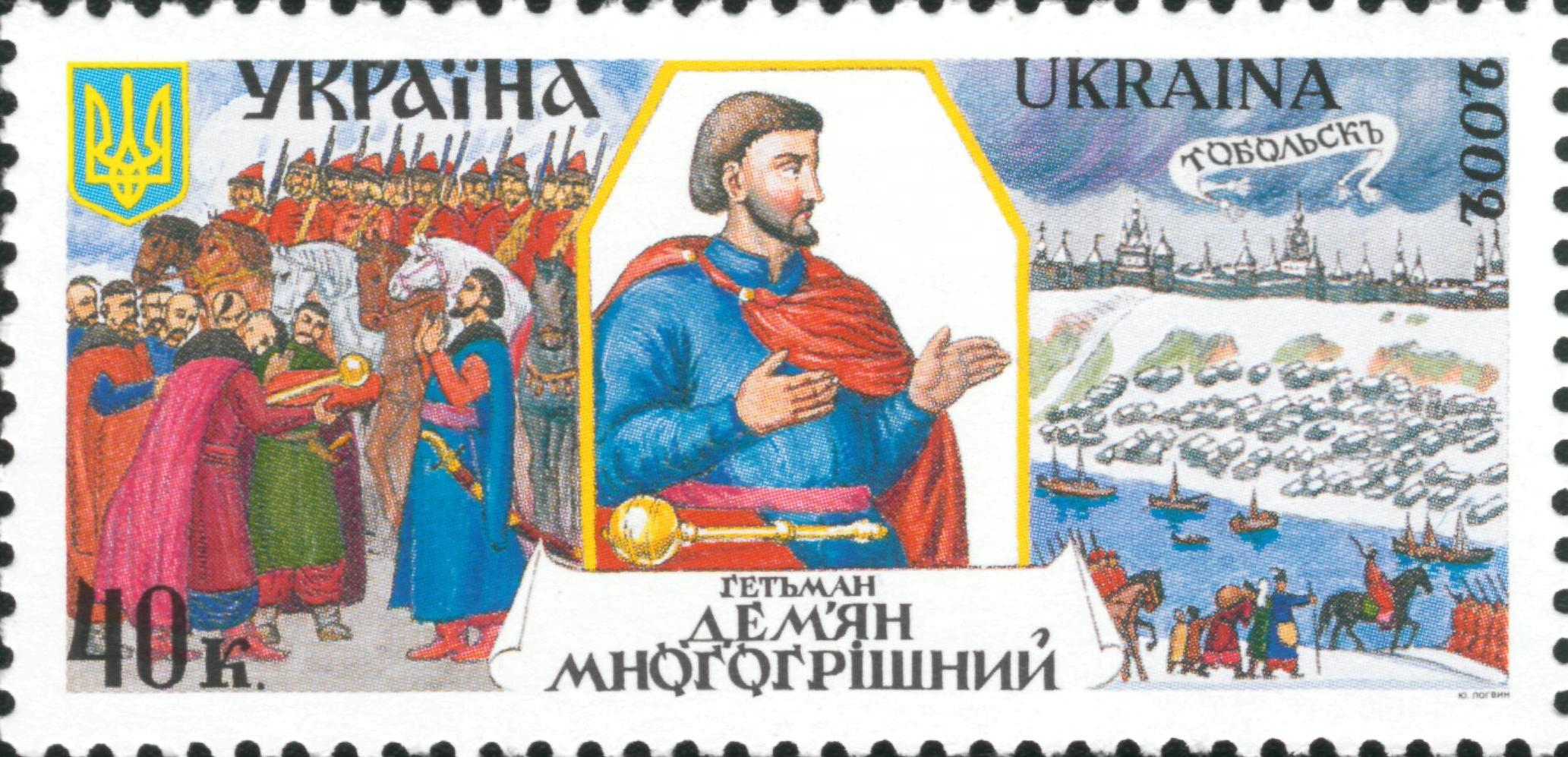
Дем'ян Многогрішний на українській марці

Спасо-Преображенський собор Селенгінська

Гетьмана з братом Василем привезли до Москви, де в середині квітня 1672 року почали суд. Після допитів та катувань у в'язниці їх звинувачено в зраді й засуджено до смерті, яку в останню мить замінили засланням до Сибіру разом із сім'ями. Разом із родиною і товаришами — ніжинським полковником Матвієм Гвинтовкою і осавулом П. Грибовичем — Гетьмана вивезли до Бурятії й ув'язнили в Іркутському острозі.
Згодом він переведений до Селенгинська, а 1688 року Дем'яна Ігнатовича взагалі звільнили, але в Україну братам Дем'яну та Василю було заборонено вертатися. Сталося це за надзвичайних обставин: протягом одинадцяти (за іншими відомостями — тринадцяти) тижнів Селенгинськ осаджувала бурятська визвольна армія, чиї війська значно перевершували чисельність селенгинського окупаційного гарнізону. Колишній Гетьман, якого утримували в селенгинській острожній в'язниці, став одним із керівників оборони міста, особисто брав участь у вилазках та сутичках, а у вирішальний момент очолив зведений загін стрільців, козаків та засланців. Настала кривава битва, яка закінчилася перемогою оборонців міста. Долина під Селенгинськом, де відбувалася битва, й досі має назву Убиєнної. Цікаво відзначити, що аналогічна історія трапилася з його братом Василем, ув'язненим у північній Хакасії — Красноярську.
У 1689 році Дем'ян Ігнатович брав участь у переговорах посла Московщини Ф. Головіна з Китаєм, які завершилися підписанням Нерчинського договору.
Після від'їзду Головіна, Ігнатович кілька років керував Селенгинськом та його землями у чині «приказної людини». У 1691 році в одній із сутичок з бурятськими військами загинув його син Петро; тоді ж помер другий син, Яків. Донька Олена вийшла заміж за сина козацького голови Панаса Бейтона (керівника окупаційного гарнізону Албазіна в 1685—1687 роках), а онука — за священника Селенгинської Спаської церкви.
1696 року колишній Гетьман постригся в ченці.
Остання прижиттєва згадка про нього датована 1701 роком. Очевидно, того ж року він помер і був похований біля Спаського собору в Селенгинську. Плиту з могили Гетьмана бачив у Старому Селенгинську декабрист Михайло Бестужев; про це він писав у своїх спогадах. Плиту вправлено в підлогу того ж таки Спаського собору. Пізніше, за часів більшовиків, собор пограбовано, а могилу Гетьмана знищено.

## Рід
Брати:
- Василь Многогрішний — полковник Чернігівський (1671—1672)
- Сава Шумейко — полковник Стародубський (1672)

## У культурі
- Героєм твору «Тигролови» Івана Багряного є Григорій Многогрішний — вигаданий нащадок Дем'яна, подібно до свого славетного пращура засуджений на заслання до Сибіру.

## Вшанування пам'яті

### Монументи
У Батурині встановлено пам'ятник гетьману Дем'яну Многогрішному, який розташований у композиції батуринських гетьманів «Гетьмани. Молитва за Україну» (2008).
У Селенгинському районі Бурятії на перетині доріг Улан-Уде — Кяхта і Улан-Уде — Джида, поблизу Новоселенгинська 20 жовтня 2016 відкрито пам'ятник гетьману Дем'яну Ігнатовичу.
14 грудня 2018 року на території Спасо-Преображенського чоловічого монастиря УПЦ (МП) у місті Новгороді-Сіверському встановлено пам'ятний знак на честь 350-ї річниці з дня обрання гетьманом Лівобережної України Дем'яна Ігнатовича.

### Топоніми
У селищі Короп, де він народився, існує вулиця Дем'яна Многогрішного.
27 січня 2023 року у місті Новгород-Сіверський вулицю Олега Кошового перейменували на вулицю Дем'яна Ігнатовича.
У місті Чернігів провулок Ушакова перейменували на вулицю Дем'яна Ігнатовича.
У місті Глухів вулицю Черняховського перейменували на вулицю Дем'яна Ігнатовича.